# Ģ

Letra Ģ e sua caligrafia maiúscula e minúscula.

O Ģ (minúscula: ģ) é uma letra (G latino, adicionado de uma cedilha) utilizada no alfabeto letão.

## Computação
O Unicode define o Ģ ou gedilha no código U+0122 e o ģ no código U+0123. Já no ISO/IEC 8859-4 os códigos estão nas posições 0xAB (Ģ) e 0xBB (ģ).